# Жан-Луї де Рамбюр
Жан-Луї де Рамбюр(фр. Jean-Louis de Rambures; *19 травня 1930, Париж; † 20 травня 2006, Водрикур (Сомма)) — французький журналіст, письменнико перекладач та аташе з питань культури. Його повне ім'я Жан-Луї Вікомт де Братізель Рамбюр.

## Життя
Його батьками були: бразил'янка Люсіль Калогера та її чоловік, пікардійський граф Бернар де Братізель Рамбюр. З дитинства оволодів не тільки мовою своїх батьків — португальською та французькою, а ще й рано вступив в контакт з німецькою мовою та літературою, з яких надалі вдало перекладав. Після закінчення школи в Тулузі та Парижі відвідував університети в Парижі та Тюбінгені, отримавши по закінченню «Diplom de l'Institut d'Etudes Politiques de Paris», «Licence en droit» та «Licence d'allemand». В 1958 році почав працювати в щомісячнику «Realités», для якого він писав багато портретів людей мистецтва таких як Герберт фон Караян, Карлхайнц Штокхаузен, Лукіно Вісконті та інших. З 1968 року писав для художнього журналу Connaissance des Arts, L'Express та щоденної газети Le Monde, які протягом 25-ти років друкували його вклади. Він особливо був зацікавлений у роботі письменників та виникненням літератури, тому зв'язувався з багатьма письменниками та письменницями свого часу, а також різними авторами, такими як Ролан Барт, Жульєн Ґрак, Жан-Марі Гюстав Ле Клезіо, Елен Сиксу, Герта Мюллер, Ернст Юнгер, Томас Бернхард, Гюнтер Грасс, Генріх Белль та багато інших відкликалися та погоджувалися давати інтерв'ю. Після цього вийшла його основна робота «Comment travaillent les écrivains» («Як працюють письменники», Flammarion, Paris, 1978), в якій знаходиться 25 інтерв'ю з письменниками. Також ця робота була переведена на японську мову і була видана в 1979 році в Токіо (Chuokoron-sha, Inc. Tokyo). На початку сімдесятих де Рамбюр працював як аташе з питань культури своєї країни в Бонні, з 1975 року у відділі культури французького міністерства закордонних справ. Між 1987 та 1995 був директором Institut français, спочатку в Саарбрюкен, потім у Франкфурт-на-Майні. Також завоював собі ім'я як перекладач, зокрема завдяки йому став відомим французькій публіці Пауль Нізон.

## Нагороди
Жан-Луї де Рамбюр отримав відзнаку як Chevalier des Arts et des Lettres та був удостоєний ордена " За заслуги перед Федеративною Республікою Німеччини " першого ступеня.

## Твори
«Comment travaillent les écrivains» («Як працюють письменники», Flammarion, Paris, 1978)